# Alain Ramadier

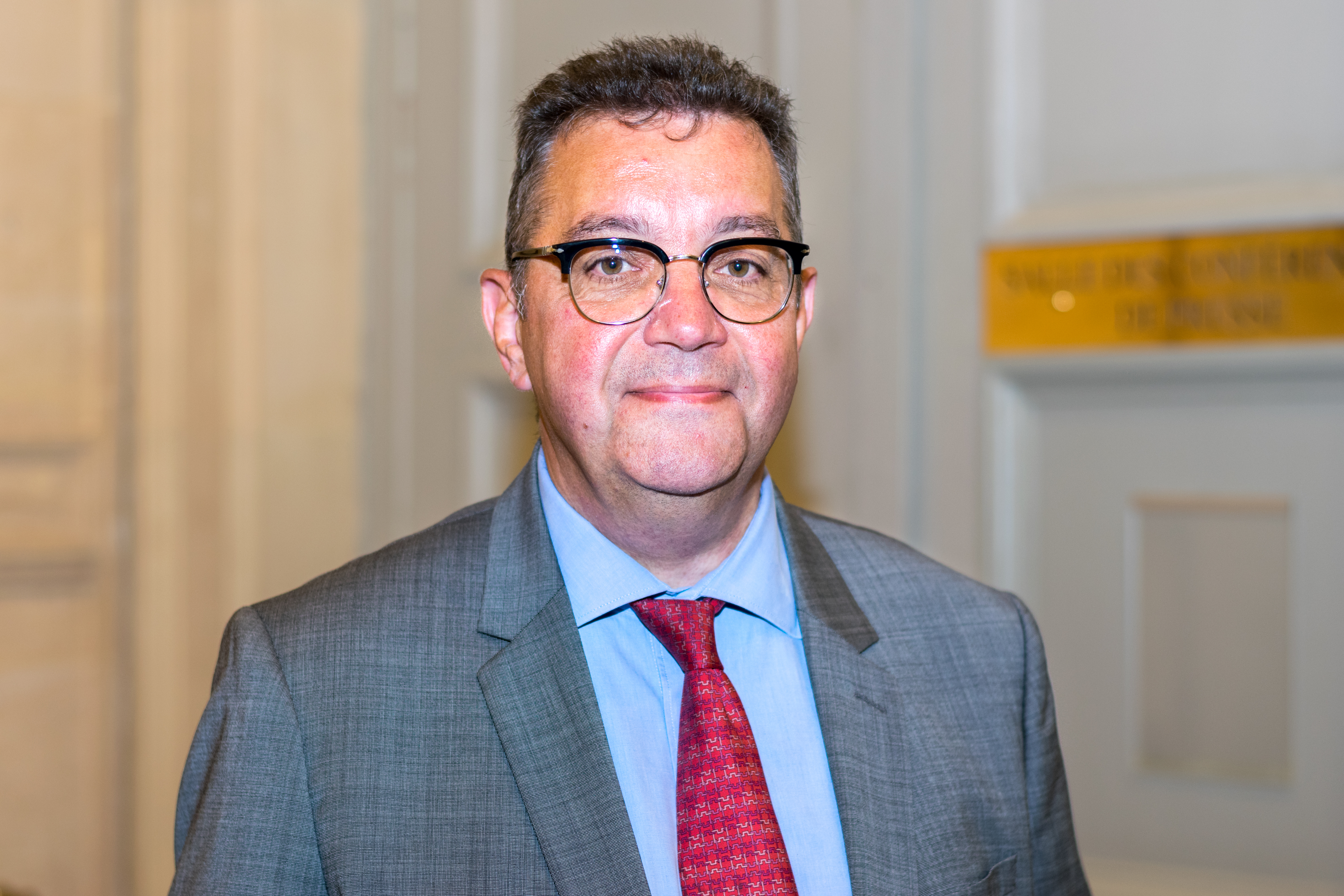
Alain Ramadier

Alain Ramadier (nascido em 8 de julho de 1958) é um político francês dos Republicanos que tem servido como membro da Assembleia Nacional desde as eleições de 2017, representando o 10º círculo eleitoral de Seine-Saint-Denis.
No parlamento, Ramadier actua como membro da Comissão de Assuntos Sociais. Além das suas atribuições na comissão, ele faz parte da delegação francesa à União Interparlamentar (UIP).